# Đau bụng kinh
Đau bụng kinh hay thống kinh là chứng đau trong kỳ kinh nguyệt. Đau bụng kinh thường bắt đầu khoảng thời gian kinh nguyệt bắt đầu. Các triệu chứng thường kéo dài ít nhất là ba ngày. Cơn đau thường là ở khung chậu hoặc bụng dưới. Các triệu chứng khác có thể bao gồm đau lưng, tiêu chảy, buồn nôn.
Ở phụ nữ trẻ đau bụng kinh thường xảy ra mà không có vấn đề tiềm ẩn. Ở phụ nữ lớn tuổi hơn đau bụng kinh thường là do các vấn đề tiềm ẩn như u xơ tử cung, lạc nội mạc trong tử cung, hoặc lạc nội mạc tử cung. Chứng bệnh này phổ biến với những phụ nữ bị rong kinh, kinh nguyệt không đều, có kinh trước mười hai tuổi, hoặc những người có trọng lượng cơ thể thấp. Việc khám phụ khoa đối với những người đang có quan hệ tình dục thường xuyên và siêu âm có thể giúp chẩn đoán bệnh tốt hơn. Điều kiện cần được loại trừ bao gồm thai ngoài tử cung, bệnh viêm vùng chậu, viêm kẽ bàng quang, và đau vùng chậu mãn tính.
Đau bụng kinh xảy ra ít thường xuyên hơn ở những người tập thể dục thường xuyên và những người có con sớm. Điều trị có thể bao gồm việc sử dụng một miếng đệm nóng. Các loại thuốc có thể sử dụng bao gồm thuốc chống viêm không steroid như ibuprofen, thuốc ngừa thai dùng nội tiết tố, và vòng tránh thai với progestogen. Uống vitamin B hoặc magiê có thể có tác dụng. Việc tập yoga, dùng châm cứu, và massage là không đủ. Phẫu thuật có thể hữu ích nếu người bệnh có một số bệnh tiềm ẩn.
Đau bụng kinh được ước tính xảy ra ở 20% đến 90% phụ nữ trong độ tuổi sinh sản. Nó là chứng rối loạn kinh nguyệt thường gặp nhất. Thông thường nó bắt đầu trong vòng một năm của kỳ kinh nguyệt đầu tiên. Khi không có nguyên nhân, cơn đau dần dần giảm đi theo tuổi hoặc sau khi có con.